# Morze Diraca
Morze Diraca – teoretyczny model próżni jako nieskończonego morza cząstek posiadających ujemną energię, pierwszy raz zaproponowany przez brytyjskiego fizyka Paula Diraca w roku 1930, aby wytłumaczyć istnienie stanów kwantowych o negatywnej energii przewidywanych przez równanie Diraca dla relatywistycznych elektronów. Początkowo dziurę w morzu elektronów utożsamiano z protonem. Dopiero później postulowano istnienie pozytonu, czyli odpowiednika elektronu dla antymaterii. Został on odkryty w roku 1932.

## Problem ujemnej energii
Równanie Diraca ma postać:
{\displaystyle \left(i\gamma ^{\mu }\partial _{\mu }-{\frac {m_{0}c}{\hbar }}\right)\Psi (x^{\nu })=0}
(w rzeczywistości Dirac zapisał je trochę inaczej).
Dla zadanej energii równanie to ma dwa rozwiązania: jedno z masą dodatnią, a drugie z ujemną. Jest to sytuacja podobna do tej w mechanice klasycznej, ale występuje tu istotna różnica.
W szczególnej teorii względności równanie, które wiąże energię, masę i pęd, ma postać:
{\displaystyle E^{2}=p^{2}c^{2}+m^{2}c^{4},}
gdzie:
{\displaystyle E} – energia,
{\displaystyle p} – pęd,
{\displaystyle m} – masa.
Szczególny przypadek cząstki w spoczynku, dla pędu równego zero, redukuje się do {\displaystyle E^{2}=m^{2}c^{4},} co zwykle formułowane jest w powszechnie znany sposób {\displaystyle E=mc^{2}.} Jednakże jest to uproszczenie, dla {\displaystyle xx=x^{2},} podczas gdy inne rozwiązanie to {\displaystyle (-x)(-x)=x^{2}.} Tak więc poprawnym równaniem wiążącym energię i masę jest hamiltonian równania Diraca:
{\displaystyle E={\pm }mc^{2}.}
W fizyce klasycznej zakłada się, że tylko rozwiązanie o dodatniej energii występuje w naturze, natomiast rozwiązanie o ujemnej energii nie ma sensu. Jednak równanie Diraca postuluje istnienie procesów, w których ujemne rozwiązanie może powstać z „normalnych” dodatnich cząstek, wobec czego nie można go ignorować.
W istocie ujemne rozwiązanie opisuje antymaterię zaobserwowaną przez Carla Andersona pod postacią pozytonu. Interpretacja tego wyniku wymaga istnienia morza Diraca, co wykazuje, że równanie Diraca nie jest wyłącznie kombinacją szczególnej teorii względności oraz kwantowej teorii pola i sugeruje, że zasada zachowania nie obejmuje liczby cząstek.

## Zakaz Pauliego
Morze Diraca jest wnioskiem wypływającym z widma energii wyznaczonego z równania Diraca zaproponowanego przez tego fizyka w roku 1928 jako rozszerzenia równania Schrödingera, które jest spójne ze szczególną teorią względności. Równanie okazało się bardzo skutecznym narzędziem do opisywania zachowania elektronów, ale posiadało bardzo dziwną właściwość: dla każdego stanu kwantowego o dodatniej energii {\displaystyle E} istnieje odpowiadający mu stan o negatywnej energii {\displaystyle -E.} Właściwość ta nie stanowi problemu, jeżeli rozważamy elektron w izolacji, ponieważ jego energia podlega zasadzie zachowania, więc jeżeli nie wprowadzimy do obliczeń elektronu o negatywnej energii, tak pozostanie. Jednak problem pojawia się, kiedy elektron zaczyna oddziaływać z polem elektromagnetycznym, ponieważ wtedy cząstka wypromieniowuje energię w postaci fotonów, przechodząc do coraz niższych stanów energetycznych. W rzeczywistości elektrony tak się nie zachowują.
Rozwiązaniem Diraca dla tego paradoksu było odwołanie się do zakazu Pauliego. Elektron, jak każdy fermion, nie może zająć stanu kwantowego, który okupuje już inna cząstka. Zgodnie z rozumowaniem Diraca, jeżeli próżnię wypełnimy morzem elektronów o negatywnej energii, obserwowane elektrony nie będą mogły przechodzić w ujemne stany energetyczne, bo te stany są już zajęte. W ten sposób równanie Diraca będzie prowadziło do wyników zgodnych z obserwacjami.

## Dziura

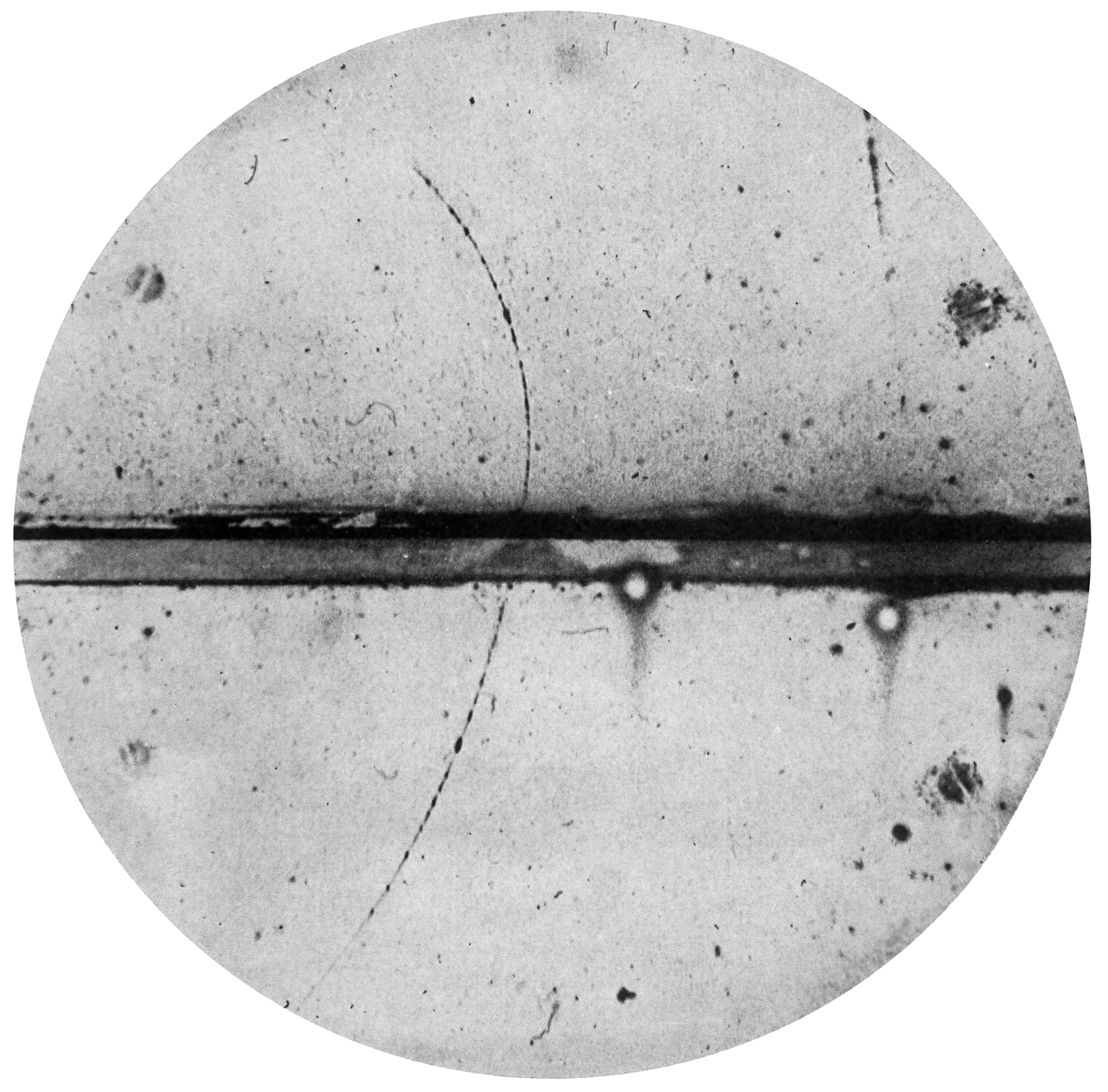
Pozyton zaobserwowano pierwszy raz w komorze mgłowej w roku 1932

Dirac zwrócił uwagę, że może się pojawić sytuacja, w której w morzu cząstek o negatywnej energii pojawi się dziura, które będzie się zachowywać jak elektron o pozytywnym ładunku (elektrony mają ujemny ładunek). Dirac zidentyfikował zaproponowaną przez siebie dziurę jako proton.
Oppenheimer zauważył, że elektron i dziura po zetknięciu ze sobą ulegną anihilacji, uwalniając energię rzędu masy spoczynkowej elektronu w postaci wysoko energetycznych fotonów. Gdyby atom był zbudowany z dziur jako protonów i elektronów, uległby natychmiastowej anihilacji, co nie jest zgodne z obserwowanym zachowaniem atomów. Z kolei Hermann Weyl zauważył, że dziura będzie się zachowywać, jakby miała masę elektronu, podczas kiedy masa protonu jest dwa tysiące razy większa. Kontrowersja została rozwiązana, kiedy Carl Anderson w roku 1932 eksperymentalnie zaobserwował pozytony, które różnią się od elektronów tylko znakiem ładunku elektrycznego. Dziura w morzu Diraca odpowiadała swoimi właściwościami pozytonom.

## Zastrzeżenia
Morze Diraca pozwoliło teoretycznie przewidzieć istnienie cząstki, którą potem rzeczywiście odkryto, więc można uznać je za potwierdzoną eksperymentalnie teorię, ale większość fizyków uważała taki opis kwantowej natury Wszechświata za niezbyt elegancki. Istnienie morza sugeruje, że cała próżnia wypełniona jest nieskończonym ujemnym ładunkiem elektronów. Aby zneutralizować ten ładunek, sama próżnia musi być dodatnio naładowana w ściśle określony sposób. Nie możemy zaobserwować absolutnego ładunku próżni poza skalą kosmologiczną, więc podczas eksperymentów w ziemskim laboratorium nieskończona gęstość energii nie stanowi problemu. Możemy obserwować tylko zamiany tej energii.
Landis zauważył, że mimo obowiązywania zasady Pauliego całkowicie wypełnione morze Diraca pozwala na pojawienie się nowych elektronów o negatywnej energii, zgodnie z paradoksem Hilberta.
Rozwój teorii pól kwantowych (QFT) w latach 30. pozwolił na sformułowanie równania Diraca w taki sposób, aby pozyton był rzeczywistą cząstką, a nie dziurą w nieskończonym morzu. W ten sposób uchwycono te same właściwości, jak anihilację elektronów i pozytonów, w bardziej elegancki sposób, jednak problem nieskończonej energii próżni nie został w ten sposób rozwiązany.

## Współczesna interpretacja
Interpretacja postulująca istnienie morza Diraca oraz interpretacje wypływające z QFT wiążą się ze sobą za pomocą przekształcenia Bogolubowa.
Morze Diraca jest poprawnym opisem zachowania elektronów w fizyce ciała stałego. Pasmo walencyjne w ciele stałym jest „morzem elektronów”. Dziury w tym morzu pojawiają się rzeczywiście i są bardzo ważne dla zrozumienia zjawisk zachodzących w półprzewodnikach, ale nigdy nie traktowano ich jako pozytonów. W przeciwieństwie do fizyki cząstek, ładunek elektronów jest neutralizowany przez rzeczywisty ładunek jąder atomowych związanych w sieci krystalicznej. Materiały stosowane w technice półprzewodnikowej są tak projektowane, aby dziury pojawiały się w nich naturalnie, co pozwala na konstruowanie tak podstawowych komponentów jak tranzystory i diody półprzewodnikowe.